# Helena Suska
Helena Róża Suska (z domu Grobicka) (ur. 31 grudnia 1896, zm. 21 grudnia 1993 w Calgary, Alberta, Kanada) – polska i kanadyjska malarka.

## Życiorys
W 1919 poślubiła Juliana Suskiego, starostę gnieźnieńskiego i bydgoskiego, który w listopadzie 1939 razem z córką Julią przedostał się do Francji. Podczas II wojny światowej przebywała w Warszawie posługując się panieńskim nazwiskiem, jej druga córka Maria Magdalena walczyła w szeregach Armii Krajowej w Oddziale Dysk, a następnie była więźniarką Pawiaka i Ravensbrück (KL). Helena Suska pod koniec działań wojennych opuściła Polskę, przez Berlin i Belgię dołączyła do córki, która po wyzwoleniu obozu znalazła się w Londynie. W 1951 emigrowały do Kanady, gdzie spotkały się z Julianem Suskim i córką Julią. Przez sześć lat studiowała na letnich kursach w Banff School of Fine Arts, a następnie została tam zatrudniona. Aktywnie wspierała męża w działalności na rzecz Polonii, a po jego śmierci zebrała i zabezpieczyła jego dorobek pisarski. Tworzyła realistyczne obrazy stosując technikę olejną i akwarelę. Jej prace znajdują się w państwowych kolekcjach m.in. Canadian Pacific Railway oraz dekorują Edmonton Multicipal Government. W latach 1973–1980 i 1982–1983 należała do Alberta Society of Artists.